# Campionato mondiale di hockey su ghiaccio femminile Under-18 2015
L'8º Campionato mondiale di hockey su ghiaccio femminile U-18 è stato assegnato dall'International Ice Hockey Federation agli Stati Uniti, che lo hanno ospitato nella città di Buffalo nella settimana tra il 5 e il 12 gennaio 2015. Lo stato nordamericano tornò a ospitare un'edizione del campionato mondiale femminile U-18 dopo l'edizione del 2010 disputata a Chicago. Nella finale gli Stati Uniti si sono aggiudicati per la quarta volta il titolo sconfiggendo il Canada con il punteggio di 3-2. Al terzo posto invece è giunta la Russia, che ha avuto la meglio sulla Rep. Ceca per 5-1.

## Campionato di gruppo A

### Partecipanti
Al torneo prendono parte 8 squadre:
| 5 dall'Europa     | Finlandia | Rep. Ceca   |
| 5 dall'Europa     | Russia    | Svezia      |
| 5 dall'Europa     | Svizzera  |             |
| 2 dal Nordamerica | Canada    | Stati Uniti |
| 1 dall'Asia       | Giappone  |             |

### Gironi preliminari
Le otto squadre partecipanti sono state divise in due gironi da 4 cinque squadre ciascuno: le compagini che si classificano ai primi due posti del Girone A si qualificano direttamente alle semifinali. Le altre due squadre del Girone A e le prime due classificate di quello B disputano invece i quarti di finale. Le ultime due formazioni del Girone B disputano spareggio al meglio delle tre gare per evitare la retrocessione in Prima Divisione.

#### Girone A
| Buffalo 5 gennaio 2015, ore 15:30 UTC-5 | Russia | 3 – 1 (2-0; 1-0; 0-1) referto | Rep. Ceca | HarborCenter Rink 1 (351 spett.) |

| Buffalo 5 gennaio 2015, ore 19:00 UTC-5 | Canada         | 1 – 2 (d.t.s.) (0-1; 0-0; 1-0; 0-0) referto | Stati Uniti | HarborCenter Rink 1 (1.800 spett.) |
| Shootout 0 – 1                          |                |                                             |             |                                    |
|                                         |                |                                             |             |                                    |
|                                         | Shootout 0 – 1 |                                             |             |                                    |

| Buffalo 6 gennaio 2015, ore 15:30 UTC-5 | Canada | 3 – 2 (2-0; 1-1; 0-1) referto | Russia | HarborCenter Rink 1 (522 spett.) |

| Buffalo 6 gennaio 2015, ore 19:00 UTC-5 | Stati Uniti | 3 – 0 (1-0; 0-0; 2-0) referto | Rep. Ceca | HarborCenter Rink 1 (902 spett.) |

| Buffalo 8 gennaio 2015, ore 15:30 UTC-5 | Rep. Ceca | 1 – 7 (1-1; 0-4; 0-2) referto | Canada | HarborCenter Rink 1 (512 spett.) |

| Buffalo 8 gennaio 2015, ore 19:00 UTC-5 | Stati Uniti | 7 – 1 (2-0; 3-1; 2-0) referto | Russia | HarborCenter Rink 1 (1.636 spett.) |

| Pos. |             | PG | V | VOT | POT | P | GF | GS | DR  | Pt | Accede a         |
| 1.   | Stati Uniti | 3  | 2 | 1   | 0   | 0 | 12 | 2  | +10 | 8  | Semifinali       |
| 2.   | Canada      | 3  | 2 | 0   | 1   | 0 | 11 | 5  | +6  | 7  | Semifinali       |
| 3.   | Russia      | 3  | 1 | 0   | 0   | 2 | 6  | 11 | -5  | 3  | Quarti di finale |
| 4.   | Rep. Ceca   | 3  | 0 | 0   | 0   | 3 | 2  | 13 | -11 | 0  | Quarti di finale |

#### Girone B
| Buffalo 5 gennaio 2015, ore 12:00 UTC-5 | Svezia | 3 – 2 (1-0; 0-1; 2-1) referto | Giappone | HarborCenter Rink 1 (186 spett.) |

| Buffalo 5 gennaio 2015, ore 16:00 UTC-5 | Finlandia | 0 – 2 (0-0; 0-2; 0-0) referto | Svizzera | HarborCenter Rink 2 (227 spett.) |

| Buffalo 6 gennaio 2015, ore 12:00 UTC-5 | Svezia | 4 – 0 (3-0; 0-0; 1-0) referto | Svizzera | HarborCenter Rink 1 (356 spett.) |

| Buffalo 6 gennaio 2015, ore 16:00 UTC-5 | Giappone | 2 – 4 (2-0; 0-2; 0-2) referto | Finlandia | HarborCenter Rink 2 |

| Buffalo 8 gennaio 2015, ore 12:00 UTC-5 | Giappone | 1 – 3 (0-0; 0-1; 1-2) referto | Svizzera | HarborCenter Rink 1 (316 spett.) |

| Buffalo 8 gennaio 2015, ore 16:00 UTC-5 | Finlandia | 3 – 1 (0-1; 3-0; 0-0) referto | Svezia | HarborCenter Rink 2 (249 spett.) |

| Pos. |           | PG | V | VOT | POT | P | GF | GS | DR | Pt | Accede a         |
| 1.   | Svezia    | 3  | 2 | 0   | 0   | 1 | 8  | 5  | +3 | 6  | Quarti di finale |
| 2.   | Finlandia | 3  | 2 | 0   | 0   | 1 | 7  | 5  | +2 | 6  | Quarti di finale |
| 3.   | Svizzera  | 3  | 2 | 0   | 0   | 1 | 5  | 5  | 0  | 6  | Spareggio        |
| 4.   | Giappone  | 3  | 0 | 0   | 0   | 3 | 5  | 10 | -5 | 0  | Spareggio        |

### Spareggio per non retrocedere
Le ultime due classificate del Girone B si sfidano al meglio delle tre gare. La perdente dello spareggio viene retrocessa in Prima Divisione.
| Buffalo 9 gennaio 2015, ore 12:00 UTC-5 | Svizzera | 2 – 1 (1-1; 1-0; 0-0) referto | Giappone | HarborCenter Rink 2 (232 spett.) |

| Buffalo 11 gennaio 2015, ore 12:00 UTC-5 | Giappone       | 2 – 3 (d.t.s.) (0-1; 2-1; 0-0; 0-0) referto | Svizzera | HarborCenter Rink 2 (323 spett.) |
| \| \| \| \| \| \| Shootout 0 – 1 \| \|   |                |                                             |          |                                  |
|                                          |                |                                             |          |                                  |
|                                          | Shootout 0 – 1 |                                             |          |                                  |

### Fase ad eliminazione diretta
|  | Quarti di finale | Quarti di finale | Quarti di finale |  |  | Semifinali | Semifinali  | Semifinali |  |  | Finali          | Finali          | Finali          |
|  |                  |                  |                  |  |  |            |             |            |  |  |                 |                 |                 |
|  |                  |                  |                  |  |  | A1         | Stati Uniti | 5          |  |  |                 |                 |                 |
|  | A4               | Rep. Ceca        | 4                |  |  | A4         | Rep. Ceca   | 0          |  |  |                 |                 |                 |
|  | B1               | Svezia           | 3                |  |  |            |             |            |  |  | A1              | Stati Uniti     | 3               |
|  |                  |                  |                  |  |  |            |             |            |  |  | A2              | Canada          | 2               |
|  |                  |                  |                  |  |  | A2         | Canada      | 3          |  |  |                 |                 |                 |
|  | A3               | Russia           | 4                |  |  | A3         | Russia      | 1          |  |  | Finale 3° posto | Finale 3° posto | Finale 3° posto |
|  | B2               | Finlandia        | 3                |  |  |            |             |            |  |  | A4              | Rep. Ceca       | 1               |
|  |                  |                  |                  |  |  |            |             |            |  |  | A3              | Russia          | 5               |

#### Quarti di finale
| Buffalo 9 gennaio 2015, ore 15:30 UTC-5 | Russia | 4 – 3 (0-3; 1-0; 3-0) referto | Finlandia | HarborCenter Rink 1 (514 spett.) |

| Buffalo 9 gennaio 2015, ore 19:00 UTC-5 | Rep. Ceca | 4 – 3 (1-0; 2-1; 1-2) referto | Svezia | HarborCenter Rink 1 (552 spett.) |

#### Semifinali
| Buffalo 11 gennaio 2015, ore 15:00 UTC-5 | Canada | 3 – 1 (1-1; 1-0; 1-0) referto | Russia | HarborCenter Rink 1 (1.061 spett.) |

| Buffalo 11 gennaio 2015, ore 19:00 UTC-5 | Stati Uniti | 5 – 0 (2-0; 2-0; 1-0) referto | Rep. Ceca | HarborCenter Rink 1 (1.430 spett.) |

#### Finale per il 5º posto
| Buffalo 11 gennaio 2015, ore 15:30 UTC-5 | Svezia | 0 – 3 (0-2; 0-0; 0-1) referto | Finlandia | HarborCenter Rink 2 (304 spett.) |

#### Finale per il 3º posto
| Buffalo 12 gennaio 2015, ore 15:00 UTC-5 | Russia | 5 – 1 (1-0; 2-1; 2-0) referto | Rep. Ceca | HarborCenter Rink 1 (515 spett.) |

#### Finale
| Buffalo 12 gennaio 2015, ore 19:00 UTC-5 | Stati Uniti | 3 – 2 (d.t.s.) (1-1; 1-1; 0-0) referto | Canada | HarborCenter Rink 1 (1.800 spett.) |

### Classifica marcatrici
| Giocatrice          | PG | G | A | Pt | +/- | MP |
| ------------------- | -- | - | - | -- | --- | -- |
| Sarah Potomak       | 5  | 5 | 4 | 9  | +8  | 4  |
| Rebecca Gilmore     | 5  | 2 | 7 | 9  | +4  | 6  |
| Melissa Samoskevich | 5  | 6 | 2 | 8  | +6  | 6  |
| Fanuza Kadirova     | 6  | 5 | 3 | 8  | +5  | 0  |
| Jincy Dunne         | 5  | 3 | 5 | 8  | +4  | 0  |
| Elizabeth Giguére   | 5  | 3 | 4 | 7  | +7  | 6  |
| Anna Šochina        | 5  | 3 | 4 | 7  | +7  | 0  |
| Anniina Kaitala     | 5  | 2 | 4 | 6  | +3  | 0  |
| Sanni Hakala        | 5  | 5 | 0 | 5  | +1  | 4  |
| Alina Müller        | 5  | 5 | 0 | 5  | 0   | 4  |

### Classifica portieri
| Giocatrice           | Min    | TC  | GS | SO | MGS  | Sv%   |
| -------------------- | ------ | --- | -- | -- | ---- | ----- |
| Andrea Brändli       | 310:00 | 158 | 8  | 1  | 1.55 | 94.94 |
| Anni Keisala         | 240:00 | 95  | 1  | 1  | 1.25 | 94.74 |
| Kaitlin Burt         | 225:51 | 52  | 9  | 0  | 1.06 | 92.31 |
| Marlene Boissonnault | 245:51 | 87  | 7  | 0  | 1.71 | 91.95 |
| Valeria Tarakanova   | 328:02 | 184 | 15 | 0  | 2.74 | 91.85 |

### Classifica finale
| Pos | Squadra     |
| --- | ----------- |
| 1   | Stati Uniti |
| 2   | Canada      |
| 3   | Russia      |
| 4   | Rep. Ceca   |
| 5   | Finlandia   |
| 6   | Svezia      |
| 7   | Svizzera    |
| 8   | Giappone    |

| Promossa nel Gruppo A:         | Francia  |
| Retrocessa in Prima divisione: | Giappone |

#### Riconoscimenti
Riconoscimenti individuali
| Premio                   | Giocatrice         |
| ------------------------ | ------------------ |
| Miglior giocatrice (MVP) | Sarah Potomak      |
| Miglior portiere         | Valeria Tarakanova |
| Miglior difensore        | Jincy Dunne        |
| Miglior attaccante       | Sarah Potomak      |

All-Star Team

| Attacco:  | Fanuza Kadirova - Sarah Potomak - Melissa Samoskevich |
| Difesa:   | Jincy Dunne - Micah Hart                              |
| Portiere: | Valeria Tarakanova                                    |

## Prima Divisione
Il Campionato di Prima Divisione si è svolto in un unico girone all'italiana a Vaujany, in Francia, fra il 4 e il 10 gennaio 2015. Il torneo di qualificazione alla Prima Divisione si è svolto in un unico girone all'italiana a Katowice, in Polonia, fra il 19 e il 25 gennaio 2015.

### Prima Divisione - Gruppo A
| Pos. |            | PG | V | VOT | POT | P | GF | GS | DR  | Pt |
| 1.   | Francia    | 5  | 4 | 1   | 0   | 0 | 21 | 9  | +12 | 14 |
| 2.   | Norvegia   | 5  | 3 | 1   | 1   | 0 | 14 | 9  | +5  | 12 |
| 3.   | Slovacchia | 5  | 2 | 0   | 1   | 2 | 18 | 24 | -6  | 7  |
| 4.   | Germania   | 5  | 2 | 0   | 0   | 3 | 20 | 15 | +5  | 6  |
| 5.   | Ungheria   | 5  | 2 | 0   | 0   | 3 | 10 | 13 | -3  | 6  |
| 6.   | Austria    | 5  | 0 | 0   | 0   | 5 | 6  | 19 | -13 | 0  |

| Promossa nel Gruppo A:                   | Francia |
| Retrocessa nel Gruppo di qualificazione: | Austria |

### Qualificazione alla Prima Divisione
| Pos. |             | PG | V | VOT | POT | P | GF | GS | DR  | Pt |
| 1.   | Danimarca   | 5  | 5 | 0   | 0   | 0 | 29 | 2  | +27 | 15 |
| 2.   | Italia      | 5  | 4 | 0   | 0   | 1 | 11 | 8  | +3  | 12 |
| 3.   | Polonia     | 5  | 3 | 0   | 0   | 2 | 21 | 12 | +9  | 9  |
| 4.   | Kazakistan  | 5  | 1 | 1   | 0   | 3 | 6  | 14 | -8  | 5  |
| 5.   | Cina        | 5  | 1 | 0   | 1   | 3 | 3  | 19 | -16 | 4  |
| 6.   | Regno Unito | 5  | 0 | 0   | 0   | 5 | 3  | 18 | -15 | 0  |

| Promossa in Prima Divisione - Gruppo A: | Danimarca |